# Font dels Tres Raigs
La Font dels Tres Raigs és una font de Mataró (Maresme) protegida com a bé cultural d'interès local.

## Descripció
La deu, arran d'un torrent, és d'una rusticitat extrema. Un senzill mur de pedra just per enfonsar-s'hi els tres galets i protegir-los de l'esllavissament de la sauleda del seu darrere, empara el seu basament i un clos de maons que hi retenen l'aigua.

## Història
La font aflorada cap als anys cinquanta per tres constants excursionistes els senyors Prim, Cantó i Catà els quals hi feren la seva corresponent afloració. Desapareguda el 1976 per voluntat d'altri, fou novament aflorada el 1982 per a seguir prestant el seu servei.